# Свинцево-вісмутова евтектика
Свинцево-вісмутова евтектика (Lead-bismuth eutectic, LBE) — це евтектичний сплав свинцю (44,5 ат%) і вісмуту (55,5 ат%), який використовується як теплоносій в деяких ядерних реакторах, і є запропонованим теплоносієм для реактора на швидких нейтронах зі свинцевим теплоносієм, частини ініціативи реакторів IV покоління. Вона має температуру плавлення 123,5 °C/255,3 °F (чистий свинець плавиться при 327 °C/621 °F, чистий вісмут при 271 °C/520 °F) і температуру кипіння 1670 °C/3038 °F.
Усі свинцево-вісмутові сплави з вмістом вісмуту від 30 % до 75 % мають температури плавлення нижче 200 °C/392 °F. Сплави з вмістом вісмуту від 48 % до 63 % мають температури плавлення нижче 150 °C/302 °F. У той час як свинець трохи розширюється при плавленні, а вісмут трохи стискається при плавленні, свинцево-вісмутова евтектика має незначні зміни в об'ємі при плавленні.

## Історія
Радянські підводні човни проекту «Ліра» використовували свинцево-вісмутову евтектику як теплоносій для своїх ядерних реакторів протягом холодної війни.
Росіяни є визнаними фахівцями в реакторах з охолодженням свинцем і вісмутом, а ОКБ Гідропрес (російський розробник легководних реакторів типу ВВЕР) має особливий досвід у їх розробці. СВБР-75/100, сучасна конструкція такого типу, є одним із прикладів великого російського досвіду використання цієї технології.
Gen4 Energy (раніше Hyperion Power Generation), американська фірма, пов'язана з Лос-Аламосською національною лабораторією, оголосила про плани в 2008 році розробити та розгорнути невеликий модульний реактор на нітриді урану, охолоджений свинцево-вісмутовою евтектикою, для комерційного виробництва електроенергії, централізованого теплопостачання та опріснення. Запропонований реактор, який називається Gen4 Module, планується як герметичний реактор модульного типу потужністю 70 МВт, зібраний на заводі та транспортований на місце для встановлення та транспортований назад на завод для заправки.

## Переваги
У порівнянні з рідкими металевими теплоносіями на основі натрію, такими як рідкий натрій або NaK, теплоносії на основі свинцю мають значно вищі температури кипіння, що означає, що реактор можна експлуатувати без ризику кипіння теплоносія при набагато вищих температурах. Це покращує теплову ефективність і потенційно може дозволити виробництво водню за допомогою термохімічних процесів.
Свинець і LBE також не легко реагують з водою або повітрям, на відміну від натрію і NaK, які самозаймаються на повітрі і вибухово реагують з водою. Це означає, що реактори з охолодженням свинцем або свинцево-вісмутовою евтектикою, на відміну від конструкцій з натрієвим теплоносієм, не потребують проміжного контуру теплоносія, що зменшує капітальні інвестиції, необхідні для установки.
І свинець, і вісмут також є чудовим радіаційним екраном, блокуючи гамма-випромінювання, водночас будучи практично прозорими для нейтронів. На відміну від цього, натрій утворює потужний гамма-випромінювач натрій-24 (період напіврозпаду 15 годин) після інтенсивного нейтронного випромінювання, що вимагає великого радіаційного екрану для первинного контуру охолодження.
Як важкі ядра, свинець і вісмут можуть використовуватися як мішені для розщеплення для виробництва нейтронів без поділу, як у прискорювальній трансмутації відходів (див. підсилювач енергії).
Теплоносії як на основі свинцю, так і на основі натрію мають перевагу відносно високої температури кипіння порівняно з водою, що означає, що не потрібно створювати тиск у реакторі навіть при високих температурах. Це підвищує безпеку, оскільки значно знижує ймовірність втрати теплоносія та дозволяє створити пасивно безпечні конструкції.

## Обмеження
Свинець і свинцево-вісмутова евтектика є більш корозійними для сталі, ніж натрій, і це обмежує швидкість потоку теплоносія через реактор з міркувань безпеки. Крім того, вищі температури плавлення свинцю та свинцево-вісмутової евтектики (327 °C і 123,5 °C відповідно) може означати, що застигання теплоносія може бути більшою проблемою, коли реактор працює при нижчих температурах.
Нарешті, під впливом нейтронного випромінювання вісмут-209, основний стабільний ізотоп вісмуту, присутній в свинцево-вісмутовій евтектиці, піддається захопленню нейтронів і подальшому бета-розпаду, утворюючи полоній-210, потужний альфа-випромінювач. Наявність радіоактивного полонію в теплоносії вимагатиме спеціальних запобіжних заходів для контролю альфа-забруднення під час заправки реактора та роботи з компонентами, що контактують зі свинцево-вісмутовою евтектикою.